# Spipérone

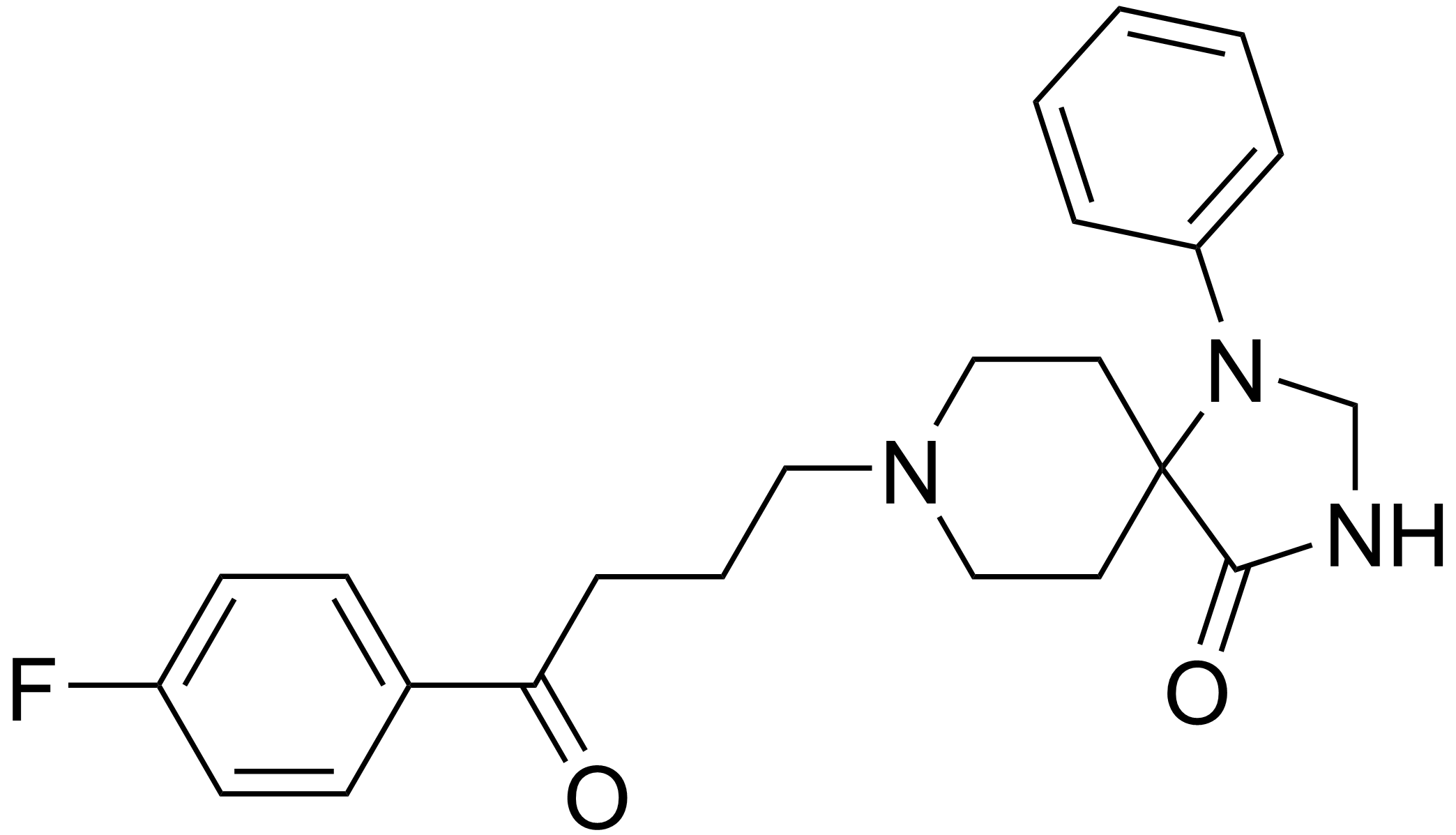
Structure chimique du Spipérone

La spipérone (Spiroperidol, Spiropitan) est une substance psychoactive et un outil de recherche biologique appartenant à la classe chimique des butyrophénone. Ses fonctions comme antagoniste des récepteurs sérotoniergiques 5-HT1A, 5-HT2A, 5-HT7 et dopaminergiques D2 ont été utilisées pour identifier ses récepteurs grâce à un couplage avec du tritium. Il a une affinité négligeable pour les récepteurs 5-HTC2. Par ailleurs, la spipérone a été identifiée comme activateur des canaux chlore Cl− activés par le calcium Ca2+ (Ca2+ activated Cl− channels ou CaCCs) en faisant ainsi une possible cible dans le traitement de la mucoviscidose
La N-méthylspipérone (NMSP) est un dérivé de la spirénone qui est utilisé pour l'étude du système de neurotransmission de la dopamine et de la sérotonine. Couplé avec le radioisotope carbone 11, il peut être utilisé pour les tomographies par émission de positrons.